# El Cisne
El Cisne är en ort i Ecuador.   Den ligger i provinsen Loja, i den södra delen av landet, 400 km söder om huvudstaden Quito. El Cisne ligger 2 318 meter över havet och antalet invånare är 1 532.
Terrängen runt El Cisne är bergig åt sydost, men åt nordväst är den kuperad. Terrängen runt El Cisne sluttar västerut. Runt El Cisne är det ganska tätbefolkat, med 134 invånare per kvadratkilometer. Närmaste större samhälle är Catamayo, 16,8 km söder om El Cisne. I omgivningarna runt El Cisne växer huvudsakligen savannskog.